# آلایخا

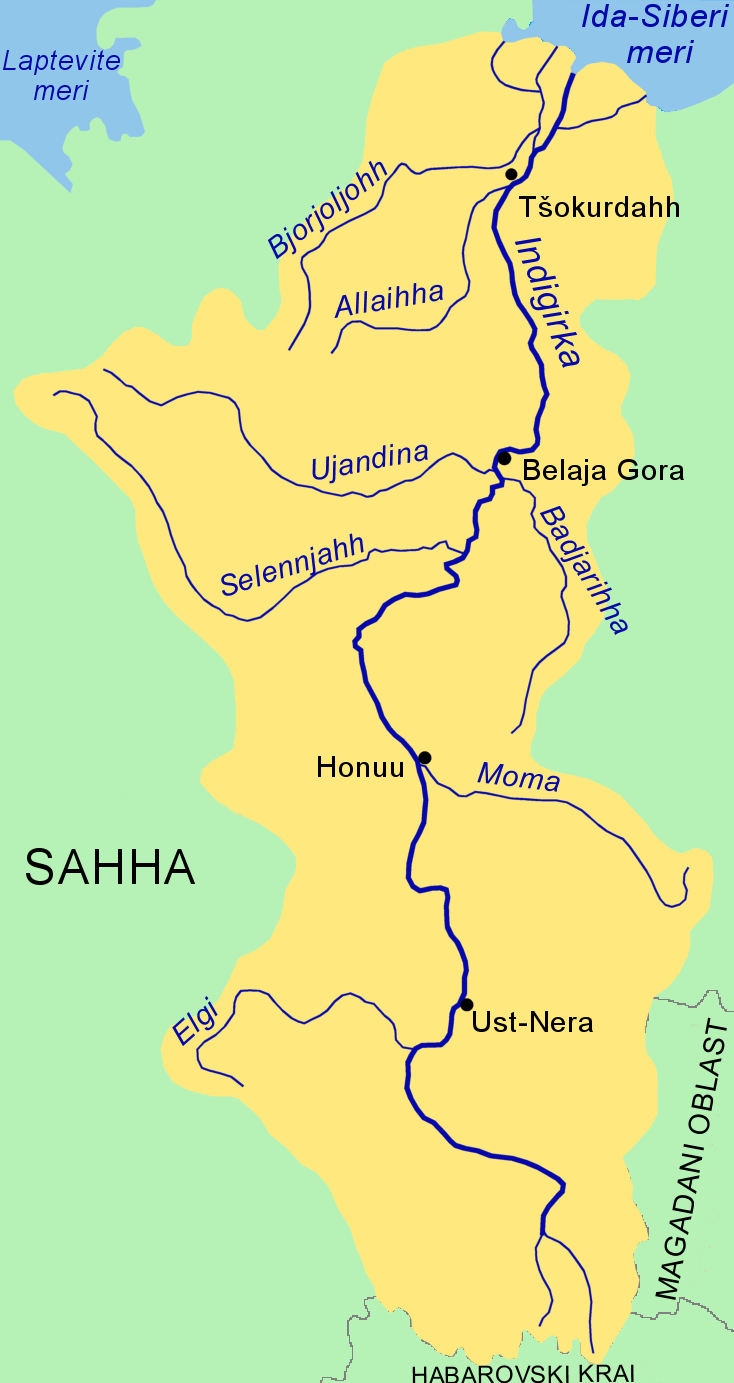
رودی در جمهوری خودمختار یاقوتستان روسیه

آلایخا (به لاتین: Allaikha) یک رود در روسیه است که در یاقوتستان واقع شده‌است.